# US (band)
US is een Nederlandse band, die progressieve rock speelt, maar meer neigt naar de symfonische rock.

## Saga
De band startte in 1975 toen Jos Wernars (gitaar), Paul van Velzen (slagwerk) en Ernest Wernars (basgitaar) samen speelden in een coverband. Ze speelden meestal symfonisch materiaal. De naam van de band werd Saga (de Canadese band Saga was toen nog niet bekend). De band werd aangevuld met Guido Goebertus op toetsen en Alex Eeken op drums. Er werd een album opgenomen: To Whom it Concerns. Paul zong daarop, maar dat beviel niet: hij ging snel weer terug naar het slagwerk, wat inhield dat Alex Eeken de band verliet en Tom de Jong werd aangetrokken voor zang. Na een korte tournee vertrokken Tom en Guido weer, en kon de basis opnieuw beginnen. 
Een nieuwe toetsenist was niet zo snel voorhanden en Ernest ging die vacature opvullen. Als gevolg daarvan ging Jos basgitaar spelen. Nieuwe gitarist Nico Bakker en zanger Ton van Kesteren kwamen; er waren enkele optredens, maar de nieuwe leden gingen net zo snel als ze kwamen. De drie basisleden probeerden de boel nog levendig te houden, maar de financiën noopten hen om het instrumentarium te verkopen, dan wel om in andere bandjes te spelen. Dit was het eind van Saga (1983).

## US
In 1998 kregen de heren weer inspiratie door de albums van Genesis en ze begonnen weer samen te spelen. Toen kwam ook de nieuwe naam; US. Er kwam een album : The Wizzard of US; opgenomen op amateurapparatuur. Ze wilden dat album ook met professionele apparatuur opnemen, maar in de studio werden steeds meer nieuwe composities opgenomen; het werd een nieuw album A Sorrow in our Hearts met een nieuwe gitarist Peter de Frankrijker. Het album werd goed ontvangen binnen de scene van symfonische rock. US bouwde een eigen studio en ging direct aan de slag om Eamon's Day op te nemen, maar eerst moest er weer een nieuwe zanger komen: Stephan Christiaans. Na Eamon's Day volgde een aantal optredens. In februari 2004 ging US de studio in voor The Ghost of Human Kindness. Bij dit album komt men weer terug bij de basis, de muziek van Saga. Wegens diverse redenen (tijdgebrek, artistieke verschillen) gaan de leden hun eigen weg, alleen Jos en Ernest blijven over.
Met diverse gastmusici worden The Young and Restless en Reflections opgenomen. In september 2007 zaten de heren in de studio voor hun zesde album. In 2009 is alleen Jos Wernars nog over.

## Discografie
- 2002: A Sorrow in Our Hearts;
- 2003: Eamon’s Day;
- 2004: The Ghost of Human Kindness;
- 2005: The Young and Restless;
- 2007: Reflections
- 2008: Climbing Mount Improbable;
- 2009: Everything Changes;
- 2010: Feeding the crocodile;
- 2011: The road less travelled
  - In 2011 verscheen het studioalbum The road less travelled. Van een band is dan geen sprake meer. Jos Wernars speelde het album samen met Marijke Wernars vol. Het album ontstijgt het niveau van een demo niet, het is een zeer matige productie. De muziek lijkt op die van Genesis en Yes, maar is niet verder uitgewerkt. De tracks The road less travelled (20:48), The signs of our times (12:24), Days of wander (11:47) en Shadowwork (12:52) vormen het album.
- 2018: Lindisfarne 
  - In maart 2018 werd het studioalbum Lindisfarne uitgebracht. Het bevat opnamen van 2014 tot en met 2016. Opnieuw zijn de enige leden Jos Wernars en Marijke Wernars aangevuld met drummer Paul van Velzen. Tracks zijn Lindisfarne (een verwijzing naar eiland Lindisfarne; 10:15), Little wonders in suburbia (9:46), The lady of Shalot (11:17) en The dancing boys (18:57).
- 2020: One thing is the thought
- 2022: Stars in broad daylight
- 2025: Between the apex and the pinnacle